# Selección femenina de sóftbol de Ecuador
La Selección femenina de sóftbol de Ecuador es la selección oficial que representa a Ecuador en eventos internacionales de sóftbol femenino. 

## Estadísticas

### Campeonato Mundial de Sóftbol Femenino
- 2016: 22° Lugar

### Juegos Panamericanos
- - Sin participaciones

### Juegos Suramericanos
- Sin participaciones

### Juegos Bolivarianos
- 2005: 3° Lugar

### Campeonato Panamericano de Sóftbol Femenino
- 2005: 13° Lugar
- 2009: 17° Lugar

### Campeonato Sudamericano de Sóftbol Femenino
- 2004: 5° Lugar
- 2019: 6° Lugar

## Campeonatos juveniles[2]

### Campeonato Panamericano de Softbol Femenino Junior
- 2006: 7° Lugar
- 2010: 9° Lugar

### Campeonato Sudamericano de Softbol Femenino Junior
- 2002: 3° Lugar
- 2003: 3° Lugar
- 2004: 4° Lugar
- 2008: 5° Lugar
- 2011: 3° Lugar

### Campeonato Sudamericano de Sóftbol Femenino Sub-20
- 2006: 2° Lugar

### Campeonato Sudamericano de Sóftbol Femenino Sub-15
- 2010: 2° Lugar
- 2012: 2° Lugar
- 2015: 3° Lugar
- 2016: 7° Lugar
- 2017: 5° Lugar
- 2018: 5° Lugar
- 2019: 7° Lugar
- 2021: 5° Lugar[3]

## Jugadoras
La convocatoria realizada para competir en el Campeonato Mundial de Sóftbol Femenino de 2016 consta de las siguientes jugadoras:
- Norma Miño
- Susy Solís
- María José Álava
- Ana María Suárez
- Hanna Bernal
- Alejandra Saona
- Gabriela Rae Secaira
- María Fernanda Terán, Cristina Proaño
- María José Falconi
- Erika Mejía
- Anaelizabeth Torres
- Irina Chávez
- Heidy Ugalde
- María Daniela García
- Dara AyovÍ